# Glodeni, Dâmbovița
Glodeni là một xã thuộc hạt Dâmbovița, România. Dân số thời điểm năm 2002 là 4420 người.